# Andy Irvine (rugbista)
Andy Irvine, all'anagrafe Andrew Robertson Irvine (Edimburgo, 16 settembre 1951), è un ex rugbista a 15 internazionale per la Scozia, successivamente presidente della Scottish Rugby Union e dirigente dei British and Irish Lions; figura dal 1999 nella International Rugby Hall of Fame.

## Biografia
Irvine fu educato alla George Heriot's School di Edimburgo, prima di frequentare l'Università di Edimburgo in cui si laureò. Ha cominciato a giocare a rugby nello Heriot's Rugby Club. Ha debuttato con la nazionale scozzese il 16 dicembre 1972 a Murrayfield contro la Nuova Zelanda, collezionando in totale 51 presenze e diventando uno dei migliori estremi del rugby scozzese insieme a Gavin Hastings.
Andy Irvine è stato anche protagonista con i British Lions, debuttando con la selezione interbritannica durante il tour del Sudafrica del 1974 e disputando anche i successivi tour in Nuova Zelanda del 1977 e il tour in Sudafrica del 1980.
Divenuto celebre per la sua velocità di gioco e precisione di tiro col piede, Irvine disputò la sua ultima partita internazionale a Sydney contro l'Australia il 10 luglio 1982.
Fu presidente della SRU dal 2005 al 2007.